# Yoelbi Quesada
Yoelbi Quesada (nacido el 4 de agosto de 1973 en Sancti Spíritus) es un atleta cubano que compite en triple salto. Ha sido medalla de bronce en los Juegos Olímpicos de Atlanta 1996 y campeón del mundo en 1997.

## Palmarés
- 2004 Campeonato Iberoamericano - medalla de plata
- 2003 Campeonato del Mundo pista cubierta - medalla de bronce
- 2000 Juegos Olímpicos - 4º
- 1999 Campeonato del Mundo pista cubierta - 4º
- 1999 Juegos Universitarios mundiales - medalla de oro
- 1999 Juegos Pan americanos - medalla de oro
- 1998 Juegos centro americanos y caribeños - medalla de oro
- 1997 Juegos Universitarios mundiales - gold medal
- 1997 Campeonato del Mundo - medalla de oro
- 1996 Juegos Olímpicos - medalla de bronce
- 1995 Campeonato del Mundo pista cubierta - medalla de plata
- 1995 Juegos Pan americanos - medalla de oro
- 1993 Juegos centro americanos y caribeños - medalla de oro
- 1992 Juegos Olímpicos - 6º
- 1992 Campeonato Ibero-Americano - medalla de plata
- 1992 Campeonato del Mundo Junior IAAF - medalla de oro
- 1991 Juegos Pan americanos - medalla de oro
- 1990 Campeonato del Mundo Junior IAAF - medalla de plata